# Aiphanes ulei
Aiphanes ulei là loài thực vật có hoa thuộc họ Arecaceae. Loài này được (Dammer) Burret mô tả khoa học đầu tiên năm 1932.